# 香港私家醫院聯會
香港私家醫院聯會（英語：The Hong Kong Private Hospitals Association）於2000年成立，宣稱「透過有效的臨床醫療監管、外界專業評審制度、暨同業間互相砥礪及通力合作，致力提升醫護水平，以優質的健康服務，為大眾謀求福祉」。
現任主席是何兆煒醫生。

## 會員醫院
- 港島區
  - 香港港安醫院–司徒拔道
  - 聖保祿醫院
  - 嘉諾撒醫院
  - 港怡醫院
  - 養和醫院
  - 明德國際醫院
- 九龍區
  - 香港浸信會醫院
  - 聖德肋撒醫院
  - 播道醫院
  - 寶血醫院
- 新界區
  - 香港港安醫院–荃灣
  - 香港中文大學醫院
  - 仁安醫院

上述13間私立醫院根據香港法例第165章《醫院、護養院及留產院註冊條例》註冊，其中有10間為根據《稅務條例》獲豁免繳稅的慈善機構。

## 批地條款爭議
香港政府於1957年起為鼓勵私家醫院發展，有條件向經營私家醫院的機構以低地價批出土地，但契約要求有關私家醫院最少要提供兩成的免費或低收費病床，以及限制利潤只可投資在醫院的設施，但審計署發現，有5間私家醫院的地契沒有這些規定，出現有政策不依的情形。政府回應稱播道醫院太小，聖保祿醫院及聖德肋撒醫院則沒有加入相關條款，是因為要1997年順利過渡，但被批評是讓私家醫院使用公共土地資源謀取暴利。

## 醫院認證
食物及衞生局、衞生署、醫院管理局和香港私家醫院聯會於2009年組成「醫院認證督導委員會」，致力在香港推動並建立一套適用於公私營系統的醫院認證標準，用以評估醫院的表現。在先導計劃下，已有五間公立醫院包括明愛醫院、東區尤德夫人那打素醫院、伊利沙伯醫院、瑪麗醫院及屯門醫院和三間私家醫院包括香港浸信會醫院、養和醫院及仁安醫院成功取得「澳洲醫療服務標準委員會」（The Australian Council on Healthcare Standards，簡稱ACHS）四年認證。

## 醫療旅遊
醫療旅遊發展迅速，收益龐大，旅客每日包括醫藥費花費超過2,800港元，比普通旅客高出兩倍。香港私家醫院聯會透過香港貿易發展局穿針引線，與中國旅行社洽談合作推出「一條龍」醫療旅遊服務的可能性，希望吸引更多旅客。

## 內地孕婦
產科服務是近年私家醫院一個最賺錢的項目，隨著內地孕婦來港產子的數字不斷上升，導致香港公營醫療體系面臨巨大壓力，2011年香港政府接納公立醫院醫生意見，向私家醫院提出每年分娩總額應維持8.8萬名新生嬰兒的水平。但香港私家醫院聯會與當局會面後表示反對設限，認為公私院分娩總額應分開討論，強調私院沒有減收內地孕婦的空間，理由是早已投放資源在產科服務，減收內地孕婦會造成資源錯配，其主席劉國霖更稱：「冇乜聲音本地孕婦話我入唔到醫院生、我要係街邊生！」，被名嘴鄭經翰批評為「私家醫院請客，公家（納稅人）付鈔。」。
由於公立醫院提早截停2011年的預約服務，而各間私家醫院產科亦已滿額，中港家庭權益會表示收到逾100名仍未在香港找到產科床位的港人內地妻子求助。香港私家醫院聯會與食物及衞生局官員開會商討達成共識，由四間私家醫院包括香港浸信會醫院、仁安醫院、聖德肋撒醫院和寶血醫院提供100個名額床位，並以公立醫院非本地孕婦分娩套餐收費39,000港元，接收今年內分娩的港人內地懷孕妻子，成本差額由「私家醫院慈善基金」撥款資助。

## 外部連結
- 香港私家醫院聯會官網 （页面存档备份，存于）